# چهار پرسش تینبرگن
چهار پرسش تینبرگن (انگلیسی: Tinbergen's four questions) به نام نیکولاس تینبرگن زیست‌شناس قرن بیستم نامگذاری شده‌است، دسته‌های مکملی از توضیحات برای رفتار حیوانات هستند. اینها معمولاً به عنوان سطوح تحلیل نیز شناخته می‌شوند. چهار پرسش نشان می‌دهد که درک یکپارچه از رفتارشناسی جانوران باید شامل: توضیحات نهایی (فرگشت، به ویژه (۱) رفتار یا عملکرد سازگاری (زیست‌شناسی)، (۲) تاریخ درخت  تبارزایی; توضیحات نزدیک، به ویژه (۳) مکانیسم‌های فیزیولوژی و (۴) تاریخچه رشدشناسی باشد.